# قصر التاج
قصر التاج أحد أشهر قصور الخلفاء العباسيين ببغداد الشرقية.

## البناء
كان أول من وضع أساسه وسماه بهذه التسمية الخليفة العباسي المعتضد بالله، ولم يتم في أيامه فأتمه ابنه المكتفي. وكان أول ماوضع من الأبنية في هذه البقعة هو قصر جعفر البرمكي، ثم صار للخليفة المأمون العباسي وسمي بقصر المأمون، ونزله الحسن بن سهل فسمي بالقصر الحسني، وصار لابنته بوران، فاستنزلها عنه المعتمد وعوّضها، ثم صار للمعتضد بالله.
ويعتبر قصر التاج من دور الخلافة العباسية المشهورة في بغداد، وقد أضاف عليه البناء الخليفة المعتضد بالله العباسي عام 279 هـ، وأتمّه إبنه المكتفي عام 295 هـ، وكان مبنيا على خمسة عقود وعشر إسطوانات لكل عقد، وكل إسطوانة خمسة أذرع. كما بنى له داراً ومنها قبة على أساطين رخام عرفت بقبة الحمار لكونه يصعد اليها في مدرج حولها كمنارة جامع سامراء بواسطة حمار صغير الجُرُرم، وكانت عالية مثل نصف دائرة.

## الحريق
ان قصر التاج قد تعرض للحريق بعد ان سقطت صاعقة في أيام الخليفة المقتفي لأمر الله على دار الخلافة التي أنشأها وتأججت فيها النار لتسعة أيام فاحترقت هي والقبة.ولما أُطفئت النار ظهرت الدار كالفحم.

## إعادة البناء
قام الخليفة المقتفي باعادة بناء القبة على الصورة الأولى ولكن بالجص والآجر دون الأساطين الرخام، وأهمل إتمامها حتى مات.
وبقيت الدار على هذا الشكل حتى سنة 547 هـ/ 1178 م، فأمر الخليفة المستضيء بأمر الله بنقضها وإبراز المسناة التي بين يديها إلى أن يحاذي بها مسناة قصر التاج. وأُدخلت أنقاض قصر التاج وغيرها في إنشاء هذه المسناة.ولم يبقى من التاج إلا إسمه في أواخر الدولة العباسية وكان يطلق على الصحن الذي تجري فيه مبايعة الخلفاء على شاطيء دجلة من دار الخلافة المذكورة.